# Ladiga
Dariga est un village  situé dans le département de Sapouy de la province du Ziro dans la région du Centre-Ouest au Burkina Faso à une centaine de km de la capitale du Burkina.